# Dimitrij Ovtcharov
Dimitrij ”Dima” Ovtcharov, (ukrainska: Дмитро Овчаров; ryska: Дмитрий Михайлович Овчаров, Dmitrij Michajlovitj Ovtjarov) född 2 september 1988 i Kiev, Ukrainska SSR, Sovjetunionen, är en tysk idrottare som tog OS-silver i lagtävlingen i bordtennis 2008 i Peking tillsammans med Timo Boll och Christian Süß. Han  blev junioreuropamästare år 2005 och han är också känd för sitt varierande och kliniska spel, med konservativa servar.
Ovtcharov tog en bronsmedalj i lagturneringen vid de olympiska bordtennistävlingarna 2016 i Rio de Janeiro. Vid olympiska sommarspelen 2020 i Tokyo tog Ovtcharov silver i lagtävlingen.

## Meriter

### Olympiska meriter
| Spel | Gren   | Kvalomgång           | Omgång 1             | Omgång 2             | Omgång 3              | Omgång 4             | Kvartsfinal           | Semifinal            | Final / BM           |
| Spel | Gren   | Motståndare Resultat | Motståndare Resultat | Motståndare Resultat | Motståndare Resultat  | Motståndare Resultat | Motståndare Resultat  | Motståndare Resultat | Motståndare Resultat |
| ---- | ------ | -------------------- | -------------------- | -------------------- | --------------------- | -------------------- | --------------------- | -------------------- | -------------------- |
| 2008 | Singel |                      |                      |                      | Crisan (ROU) W 4-3    | Ko (HKG) L 1-4       | Gick inte vidare      | Gick inte vidare     | Gick inte vidare     |
| 2012 | Singel |                      |                      |                      | Drinkhall (GBR) W 4-0 | Chen (AUT) W 4-0     | Maze (DEN) W 4-3      | Zhang (CHN) L 1-4    | Chuang (TPE) · W 4-3 |
| 2016 | Singel |                      |                      |                      | Li (QAT) W 4-3        | Tokič (SLO) W 4-1    | Samsonaŭ (BLR) L 2-4  | Gick inte vidare     | Gick inte vidare     |
| 2020 | Singel |                      |                      |                      | Skachkov (ROC) W 4–0  | Niwa (JPN) W 4–1     | Calderano (BRA) W 4–2 | Long (CHN) L 3–4     | Yun-ju (TPE) · W 4–3 |